# الترجوم

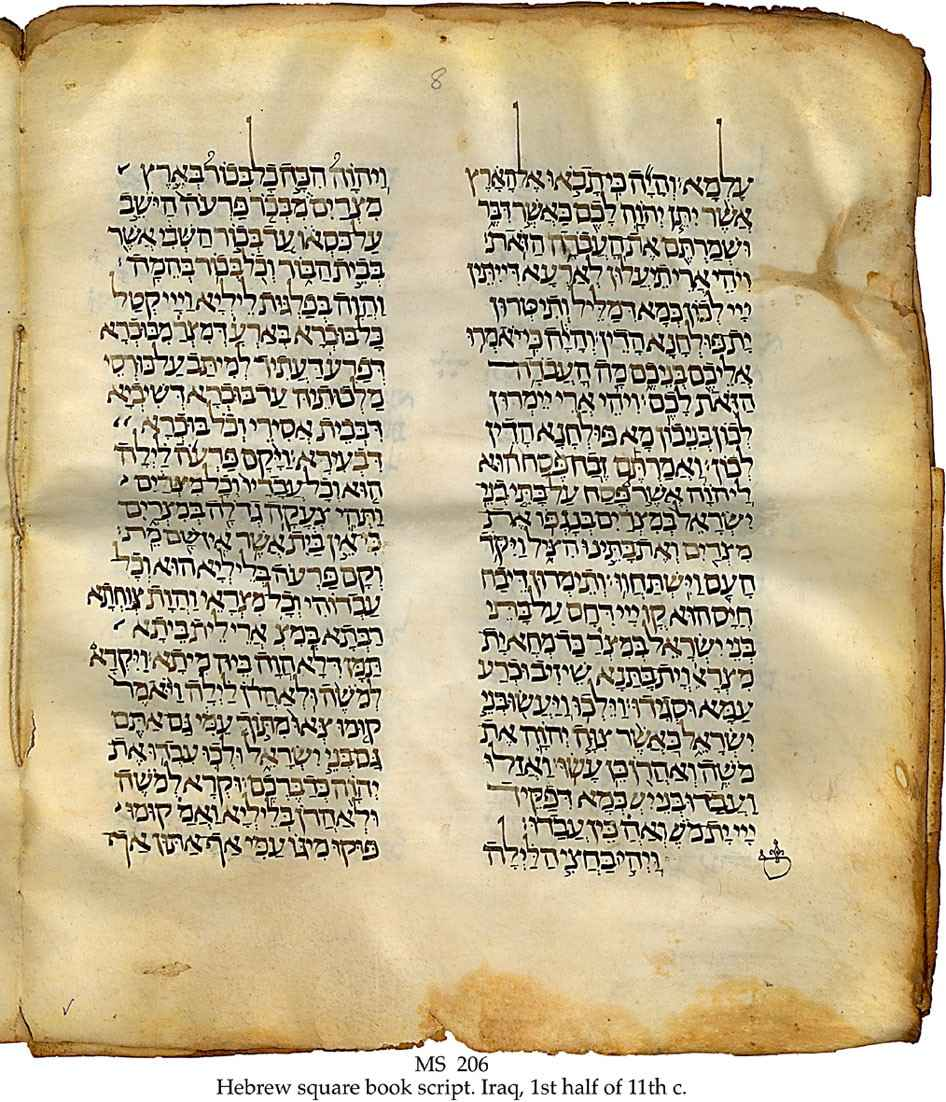

الترجوم  كلمة آرامية من الأصل الأكادي «تورجومانو» وهي تعني «مترجم»، ومنها انتقل الجذر إلي عدة لغات سامية أخرى، ومنها العربية والآرامية والعبرية ويُطلَق هذا المصطلح على الترجمات الآرامية للكتاب المقدَّس. وقد وُضعت هذه الترجمات في الفترة الواقعة بين أوائل القرن الثاني وأواخر القرن الخامس قبل الميلاد. وقد أصبحت مثل هذه الترجمة أمراً مهماً وحيوياً بالنسبة إلى اليهود، نظراً لأن الآرامية حلَّت محل العبرية بعد التهجير البابلي. فمنذ أيام عزرا، كانت تُضاف ترجمة آرامية بعد قراءة أجزاء من العهد القديم، وقد صار هذا تقليداً ثابتاً. ومن أشهر الترجمات الآرامية للكتاب المقدَّس: ترجوم أونكيلوس لأسفار موسى الخمسة وحدها، وترجوم يوناثان لبقية أسفار العهد القديم. ويُعتقَد أن آرامية الترجوم كانت مُتكلَّفة إلى حدٍّ ما. وسعت التراجم الآرامية إلى إضفاء مسْحَة من ثقافة عصرها على النص فقام المترجمون بإدخال مصطلحات مثل «الجن والملائكة» بديلاً عن الإشارة إلى الرب مجسداً.

## المصدر:
موسوعة اليهود واليهودية والصهيونية